# Tratado García Ortiz-Mangabeira
El Tratado García Ortiz-Mangabeira, formalmente conocido como Tratado Complementario de Límites y Navegación Fluvial, fue un acuerdo firmado en Río de Janeiro entre los ministros plenipotenciarios de los Estados Unidos del Brasil, y de Colombia, el 15 de noviembre de 1928. Este tratado tenía como objetivo finalizar la demarcación de la frontera entre Brasil y Colombia.
El acuerdo aceptó como frontera entre los ríos Caquetá y Amazonas la línea Apaporis-Tabatinga, que había sido ya negociada por el Perú y el Ecuador como sus límites con Brasil en los años 1851 y 1904, respectivamente. Fue aprobado por el congreso colombiano por ley 43 de 1929 y el canje de ratificaciones tuvo lugar el 9 de enero de 1930 en Bogotá.